# كولن كوران
كولن كوران (بالإنجليزية: Colin Curran)‏ هو لاعب كرة قدم أسترالي، ولد في 21 أغسطس 1947 في نيوكاسل في أستراليا. شارك مع منتخب أستراليا لكرة القدم. أما مع النوادي، فقد لعب مع ماركوني ستاليونز.

## وصلات خارجية
- كولن كوران على موقع الاتحاد الدولي (مؤرشف)  (الإنجليزية)
- كولن كوران على موقع قاعدة بيانات كرة القدم.إي يو (الإنجليزية)
- كولن كوران على موقع ناشيونال فوتبول تيمز (الإنجليزية)
- كولن كوران على موقع Soccerway.com (الإنجليزية)
- كولن كوران على موقع عالم كرة القدم.نت (الإنجليزية)